# 序曲
序曲（じょきょく）は、本来フランス語で開始を意味する ouverture の訳語。オペラや劇付随音楽、古典組曲などの最初に演奏される音楽である。オペラや劇付随音楽などの劇音楽の序曲と、組曲などの序曲では多少性格を異にするが、前座の音楽という位置づけではなく、全体の開始にふさわしい規模と内容を持つのが一般的である。

## 各国語表記
- フランス語：ouverture [u.vɛʁ.tyʁ]
- 英語：overture [ˈouvətjuə]
- ドイツ語：Ouvertüre [uveʀˈtyːʀə]
- イタリア語：overtura [overtuːra][注釈 1]
- ロシア語：увертюра [uvertjúra]

日本では作品名などとして、英語に基づくオーヴァーチュア、イタリア語に基づくオウヴェルトゥーラという語も用いられることがある。オーヴェルテュールなどの表記も見られるが、標準フランス語では"ou" の綴りは u と発音するため、ウヴェルテュールが近い。

## 性格

### 劇音楽の序曲
もともと、劇音楽の序曲は、聴衆がまだざわめいている中で、聴衆の注意を引く目的を持って演奏されるのが常であった。おおむね劇全体の性格や粗筋を予告するように作曲された。歌劇など声楽を伴う劇音楽でも、序曲は器楽（オーケストラ）のみで演奏され、従って器楽の形式で構成される。バロック期にはフランス風序曲形式、古典派期以降ソナタ形式が確立してからは、ソナタ形式またはその簡略な形式である序曲形式で書かれるのが普通である。こうして、序曲は交響曲の第1楽章同等の楽式と物語性とを兼ね備えるようになる。

### 組曲の序曲
バロック音楽において、古典組曲の各楽曲は舞曲を中心に構成されるが、第1曲は舞曲形式ではなく、フランス風序曲の形式で作曲されることがあった。フランス式序曲付きの組曲は、本来組曲全体が「序曲」（Ouverture）と名付けられていた。J.S.バッハの管弦楽組曲、クラヴィーア練習曲集第2巻の「フランス風序曲ロ短調」などがその代表的な作例である。

## 演奏用への変化
ベートーヴェン以降、歌劇や劇付随音楽の序曲では、劇全体の粗筋や雰囲気をまとめてあらかじめ伝えるように作られた。このことからストーリー性を持ち、のちに交響詩などの標題音楽に発展していく。また、序曲だけが演奏会で独立して演奏されるようになり、このことから序曲だけを演奏会用序曲として作曲することが起こった。
一方、それより以前に、17世紀イタリアで歌劇の序曲として用いられたシンフォニアが、交響曲へと発展した。
また遡れば、前述のようにフランス式序曲を中心にした管弦楽組曲（バッハの作品に代表される）は、フランスオペラに由来する序曲や舞曲が劇音楽から独立して演奏用の器楽曲へと変化したジャンルともいえる。

## 前奏曲へ
歌劇の序曲については、劇の開始自体とは関係のない冗長、且つ種明かし的な序曲が演奏されることに対し、劇の開始と一体化した短い、且つ種明かしのない曲がロマン派中期より作曲されるようになった。これは前奏曲（プレリュード）と名付けられた。
例えばワーグナーの場合、歌劇 Oper と称していた時期の作品である『さまよえるオランダ人』『タンホイザー』の場合はそれぞれ序曲がついており、曲が一旦区切りを入れてから歌劇本編が演奏開始するが、その次の歌劇『ローエングリン』や、楽劇 Musikdrama と改称してからの『トリスタンとイゾルデ』以降の作品は前奏曲としており、音楽が途切れることなく幕が開けて本編の音楽へと繋がる。『ニュルンベルクのマイスタージンガー』のように演奏会として前奏曲だけを演奏するときにコーダがついているのは、演奏会用に楽劇の最後のコーダをくっつけているからである。
もっと後年のプッチーニやリヒャルト・シュトラウスらの歌劇になると、前奏曲としての独立性は失われ、短い前奏のあとすぐに幕が開けるようになる。
現在では序曲はもっぱら演奏用に作曲されているが、組曲などでは本来の目的で使われている。

## 現代
書かれることがないわけではない。

### 音楽ライブでの使用
2010年代以降の日本のアイドルグループにおいて、単独の音楽ライブの最初の曲や出演イベントの登場の際の曲として使われる目的でouvertureという曲名で作曲されている。基本的にそのためだけに作曲されていることが多くほかの曲からの流用は珍しい。一度登場した曲は継続して使用されるかアルバムごとやツアーごとに新たに作曲する。
また、グループのアルバムにおいても収録されていることが多く、その場合は1番に収録されていることが多い。
女性アイドルグループにおいて、ouvertureが広まるきっかけとなったAKB48グループの場合は姉妹グループでもAKB48の曲を流用し歌詞を変更している。一方、AKB48に代わって台頭した坂道シリーズにおいてはグループごとに全く別の曲を作曲している。